# 吴在东
吴在东（1905年—1983年），原名星煜，男，福建长汀人，中国病理学家，曾任中国人民解放军总医院教授，中华医学会病理学会副主任委员。